# Barenton-Cel
Barenton-Cel ist eine französische Gemeinde mit 108 Einwohnern (Stand 1. Januar 2022) im Département Aisne in der Region Hauts-de-France (vor 2016 Picardie). Sie gehört zum Arrondissement Laon, zum Kanton Marle und zum Gemeindeverband Pays de la Serre.

## Geografie
Die Gemeinde Barenton-Cel liegt am Fluss Barentons, neun Kilometer nördlich der Départements-Hauptstadt Laon Umgeben ist Barenton-Cel von den Nachbargemeinden Chalandry im Nordwesten und Norden, Barenton-sur-Serre im Nordosten, Verneuil-sur-Serre im Osten, Barenton-Bugny im Südosten, Aulnois-sous-Laon im Süden und Südwesten sowie Chéry-lès-Pouilly im Westen. Unmittelbar südwestlich von Barenton-Cel verläuft die Autoroute A26.

## Bevölkerungsentwicklung
| Jahr                       | 1962 | 1968 | 1975 | 1982 | 1990 | 1999 | 2011 | 2021 |
| Einwohner                  | 147  | 108  | 129  | 147  | 141  | 133  | 131  | 108  |
| Quellen: Cassini und INSEE |      |      |      |      |      |      |      |      |

## Sehenswürdigkeiten

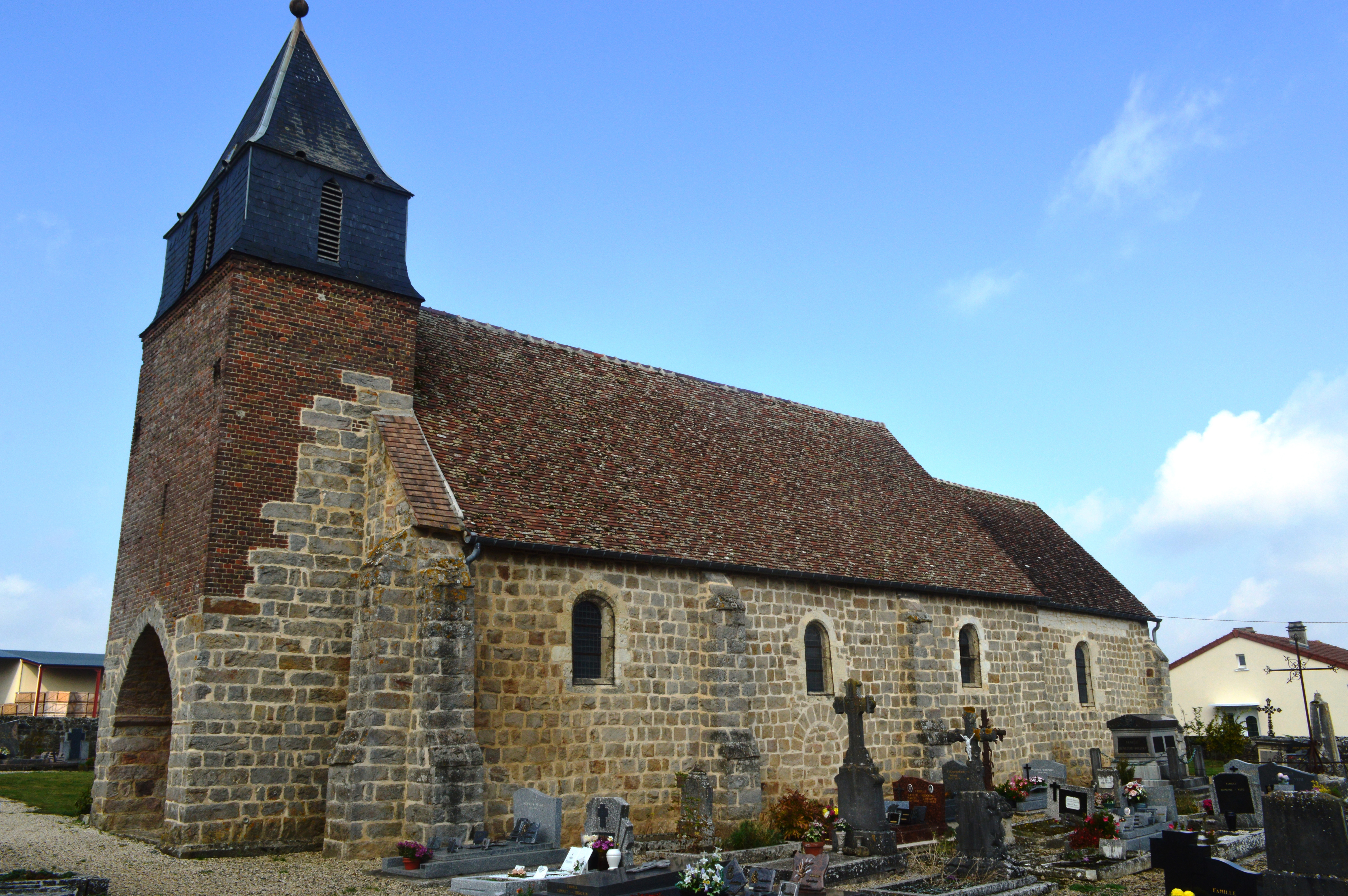
Kirche Saint-Georges
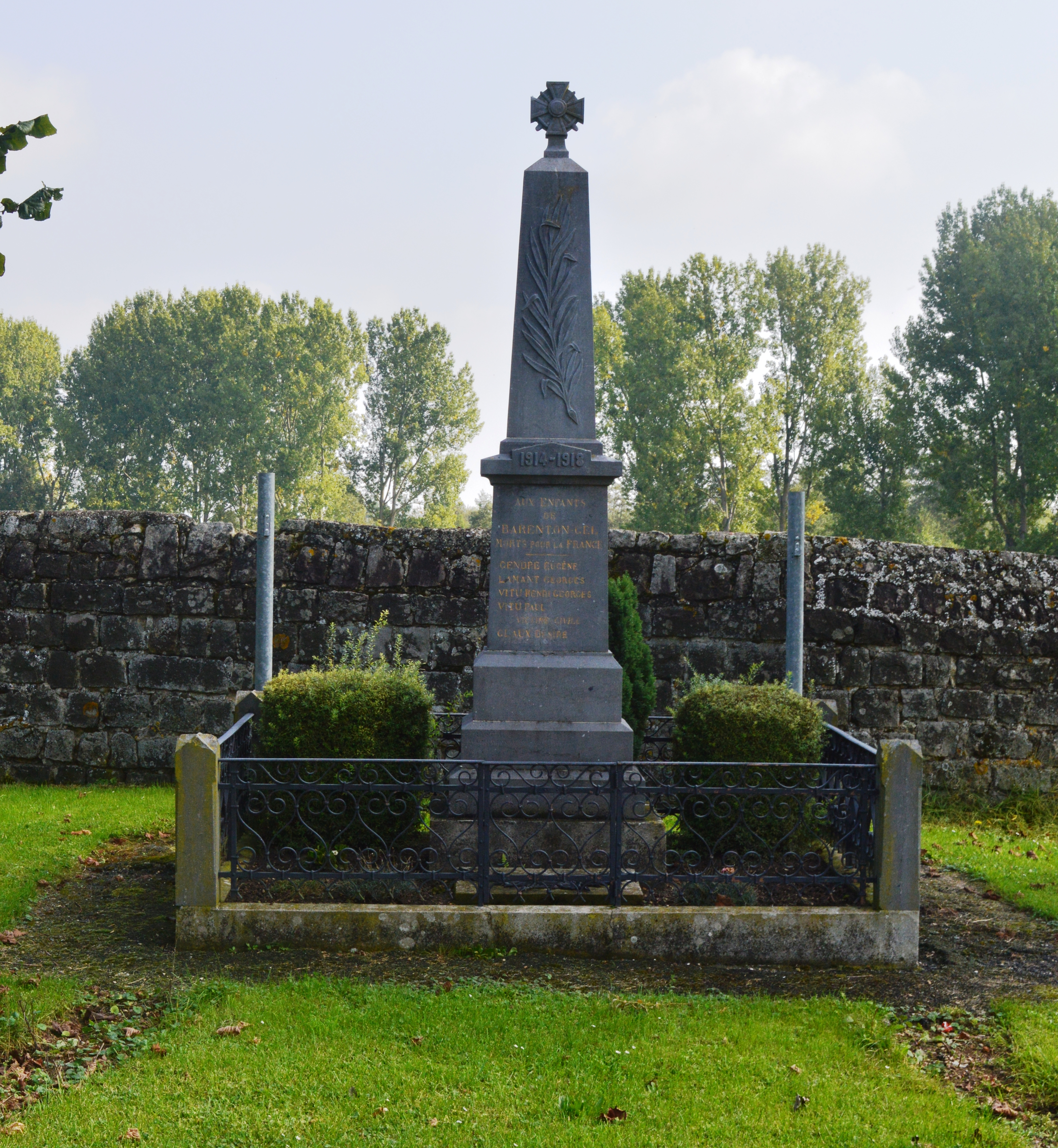
Gefallenendenkmal

- Kirche Saint-Georges
- Gefallenendenkmal